# Bodo von Hopfgarten
Bodo Eduard Ernst von Hopfgarten (* 13. Dezember 1808 in Graudenz, Provinz Westpreußen; † nach 1862) war ein deutscher Historien-, Genre- und Porträtmaler der Düsseldorfer Schule.

## Leben

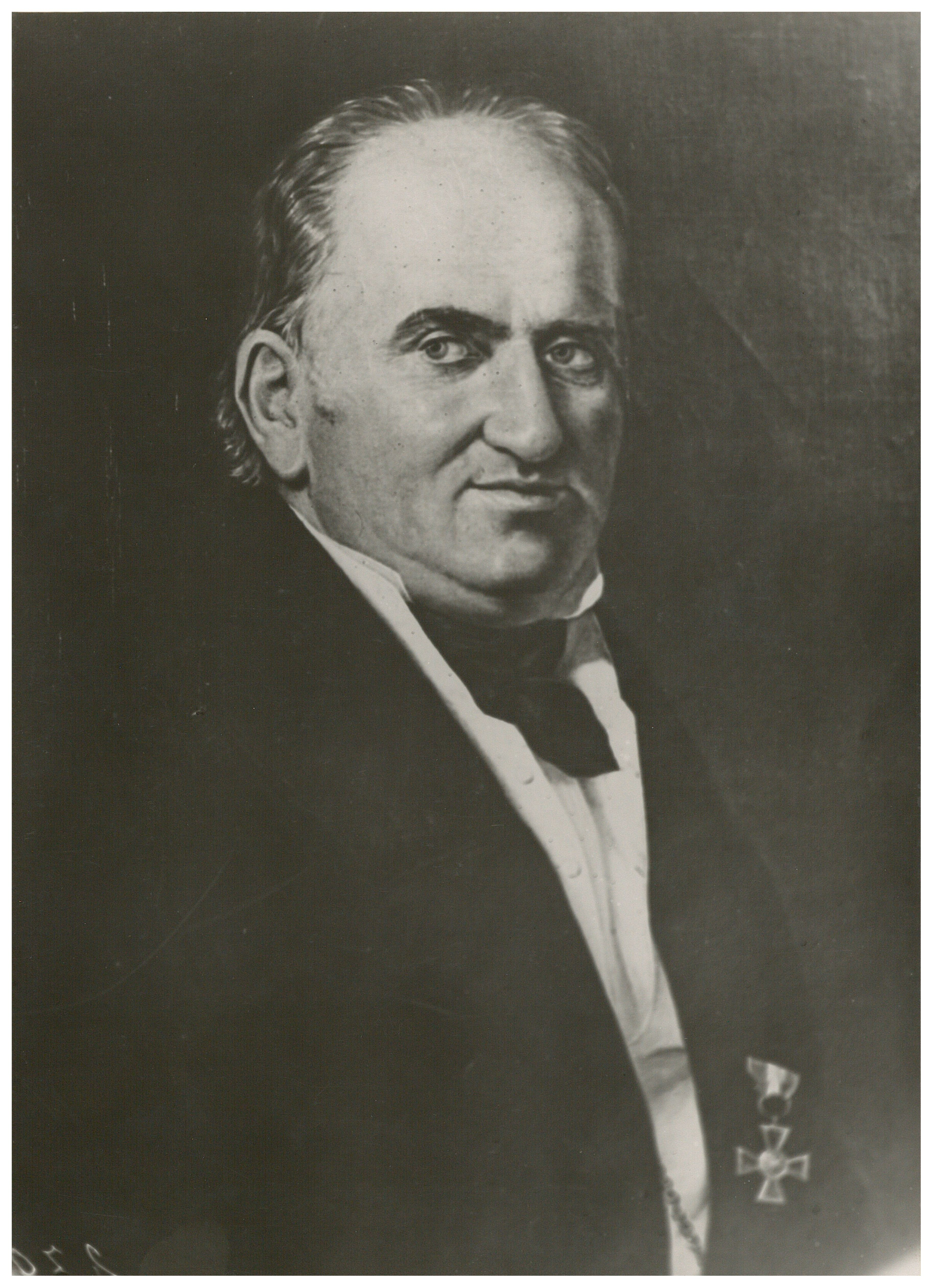
Johann Friedrich Benzenberg, Schwarz-Weiß-Abbildung des Originals im Stadtmuseum Landeshauptstadt Düsseldorf, 1834

Bodo von Hopfgarten entstammte dem thüringischen Adelsgeschlecht Hopffgarten.
Von 1830 bis 1832 hielt er sich in Rom auf. Aus Glatz oder Breslau (Provinz Schlesien) kommend besuchte von Hopfgarten in den Jahren 1832 bis 1839 die zweite Malklasse unter Theodor Hildebrandt an der Kunstakademie Düsseldorf. Aus Düsseldorf beschickte er 1836 und 1838 die Berliner Akademie-Ausstellung mit Genrebildern. 1840 war er in Berlin ansässig. Von 1841 bis 1863 wirkte er als Zeichenlehrer am Pädagogium des Klosters Unser Lieben Frauen in Magdeburg.
Von Hopfgarten schuf 1834 ein Porträt des Düsseldorfer Gelehrten Johann Friedrich Benzenberg.